# France Balantič
France Balantič, slovenski pesnik, * 29. november 1921, Kamnik, † 24. november 1943, Grahovo.

## Življenje
Rodil se je kot otrok delavske družine očetu Antonu in materi Mariji (rojena Ovcin). Pesnik je bil pri šestih letih vpisan v privatno malo šolo pri šolskih sestrah in je znal brati in pisati pred osnovnim šolanjem. Kot osnovnošolec je bil zbiratelj metuljev, znamk in fiktivni dopisovalec iz daljnih krajev, tudi Jamajke. Ko je leta 1933 končal prvih pet razredov osnovne šole, je oče sinovemu nadaljevanju šolanja nasprotoval, toda mati se je zavzela, da se je šolal v Ljubljani in leta 1933 uspešno opravil sprejemni izpit za vpis na Klasično gimnazijo v Ljubljani. Bil je nagrajen za najboljšega učenca v oddelku z običajno nagrado Mestne hranilnice. Med prostim časom je rad hodil v Kamniške planine s prijatelji, večkrat pa tudi sam. Čeprav je imel okrog sebe veliko prijateljev, je bil plah, miren, nevsiljiv in ne preveč zgovoren. Vrstniki so ga imeli za močno utišanega in odmaknjenega človeka, kar je bila posledica njegovega socialnega položaja v mestni kamniški družbi, še bolj pa njegovega značaja in domače vzgoje. 
Leta 1941 je hudo zbolel za pljučnico, njegov najboljši prijatelj France Kremžar ga je obiskoval v Kamniku in mu iz Ljubljane prinašal zdravila in knjige. Leta 1941 je v Ljubljani spremljal študentske demonstracije, ki jih je sprožil vojaški udar v Beogradu. Njegov oče je bil mobiliziran v vojsko in se 15. aprila iz Ljubljane vrnil domov. Kamnik so zasedli nemški okupatorji, pesnik pa se je odselil v Ljubljano, kjer je nadaljeval šolanje. Moral je nadoknaditi zamujeno in opraviti še 8. razred gimnazije, mature mu zaradi vojne ni bilo treba opravljati. Na slavistiko, kjer je bila večina študentov vključena v OF, se je vpisal leta 1941. Z OF je bil povezan kot krščanski socialist. Proti koncu zime je prišlo do reorganizacije OF na univerzi, do prvih odhodov v partizane in do aretacij, česar se je Balantič zaradi svojega šibkega zdravja najbolj bal. Junija in julija leta 1942 so Italijani v Ljubljani izvedli množične čistke, v taborišča so morali tudi visokošolci, njega so odpeljali 27. junija v Koncentracijsko taborišče Gonars v Furlanski nižini. Novembra leta 1942 se je vrnil v Ljubljano, študija ni nadaljeval zaradi prepovedi vpisa in depresivnih okoliščin. Razmere v uničevalnem taborišču in tragično usodo Slovencev pod tujo okupacijo je izpovedal v Sonetih iz Gonarsa. 
Po vrnitvi je pod vplivom Kremžarja sprejel službo vaškega stražarja v Grahovem, kjer je leta 1942 varoval cesto iz Cerknice v Stari trg. Ob kapitulaciji Italije septembra 1943 se je grahovska posadka z drugimi iz tega okoliša umaknila v Pudob pri Starem trgu. Tam so jih obkolile partizanske čete, vendar se je Kremžarju in Balantiču posrečilo prebiti in se preko Rakeka vrniti v Ljubljano. Vključil se je v na novo ustanovljeno slovensko domobranstvo. Nekaj časa je služil na rudniškem bloku, v novembru pa s Kremžarjem ponovno odšel v Grahovo. 23. novembra leta 1943 so bataljoni Tomšičeve brigade obkolili grahovsko postojanko in jo s topovi naslednjega dne uničili. V ognjenih zubljih Krajčeve hiše, v kateri so se zadrževali domobranci, je med dvaintridesetimi žrtvami zgorel tudi pesnik. Dva dni zatem so njegove neprepoznavne posmrtne ostanke pokopali v skupni grob na grahovskem pokopališču.
Od leta 2015 naprej se po njem imenuje Knjižnica Franceta Balantiča Kamnik.

## Delo
S pesništvom se je srečal v 6. razredu leta 1939. Leta 1940 se je približal domačemu kulturnemu klubu, ki je deloval znotraj društva Bistrica in zahajal na literarne večere, bral je svoje pesmi in se tako priključil k literarnem zborniku  Bistrica. Tu je objavil tri pesmi, in sicer Veliki greh, Zaman in Sen o vrnitvi. Zgodnja poezija se je nagibala v subjektivnost in liričnost z ljubezensko tematiko in v krščanstvo, kar se kaže v pesmi V vročici. V svojih začetkih je uporabljal sonetno obliko, to težnjo poudarja sonetni cikel Krik iz teme. 
Leta 1940 pa je napisal nov sveženj ciklov šestih sonetov Na blaznih poteh, ki so jo mentorji vsebinsko dojemali kot socialno udarno. Vsak sonet je samostojna pesem in ima svoj naslov: Zaznamovanci, Pesem starega berača, Obup, Vprašanje iz podzemlja, Teptana kri in Upanje. Razodevajo njegova tegobna stanja proletarske družine.
Nekaj pesmi je posvetil tudi svoji prvi ljubezni, Marjetici, živahni dijakinji trgovske akademije. To so bile erotično zasnovane lirične izpovedi in refleksivni utrinki, npr. Za teboj, Pridi, deklica, Marjetica, Najin čas je minil. Še prej je imel erotično razmerje s poročeno žensko, ki je izraženo v naslednjih pesmih: Črne gosli, Agonija ljubezni, Zublji nad prepadom in Dno.
Jeseni leta 1940 so Balantič in njegova prijatelja France Kremžar ter Marijan Tršar med počitniškim bivanjem na Veliki planini snovali načrt za Almanah, vendar ta ni nikoli izšel, saj se je vojna leta 1941 izostrila. V tem letu so nastale nekatere pesmi, prištevamo jih med njegovo klasiko, tj. Ne najdem domov, Zasuta usta, Pot brez konca, Moje delo, Črne gosli. Eden izmed ključnih dogodkov je prodor njegove poezije v revijo Dom in svet. Pozimi leta 1941 je urednik Tine Debeljak dobro sprejel prve Balantičeve pesmi in že marca so izšle prve tri pesmi: Ne najdem domov, Dobrotni pramen in štirinajsti sonet Venca – Bogat sem kakor tihi glas piščali. Zasnoval je svoj prvenec Muževna sem steblika poleti leta 1941 in v zbirko sprejel 24 pesmi in jih razdelil v tri cikle:  Žarki (10 pesmi), Daj me k ustom (10 pesmi) in Žalostni rog (4 pesmi), dodal pa je še pesem Sin kot samostojno enoto. Nanj je močno vplivalo dobro poznavanje češke, slovaške ter kitajske lirike. Zgledoval se je po slovenskih pesnikih, kot so Oton Župančič in Alojz Gradnik, Anton Vodnik, Srečko Kosovel, Mile Klopčič, France Vodnik, Edvard Kocbek, Božo Vodušek in Jože Udovič. Izmed tujih pesnikov sta v ospredju predvsem Charles Baudelaire in Arthur Rimbaud.
Zbirka Muževna steblika ni nikoli izšla, izid je preprečila Jugoslovanska založba leta 1943. Prva knjiga njegovih pesmi je izšla maja leta 1944 z naslovom V ognju groze plapolam. Tine Debeljak je v uvodni besedi poudarjal izjemnost njegove poezije, hkrati pa avtorja povezoval z domobranskim protikomunističnim bojem. Ta povezava je ostala živa še v povojnem času, ko ga je slovenska politična emigracija razglašala za svojega pesnika. Leta 1944 je izšla tudi bibliofilska izdaja Sonetni venec z ilustracijami Marijana Tršarja. 
Po drugi svetovni vojni se v javnosti o Balantiču ni govorilo, njegovo poezijo so obravnavali le v akademskih seminarjih. Po vojni je postal simbol preganjane slovenske literature in duhovne opozicije. V Buenos Airesu je leta 1956 in 1976 izšel ponatis njegove poezije, v Ljubljani pa so že natisnjeni izbor njegovih pesmi v uredništvu Mitje Mejaka z naslovom Muževna steblika leta 1966 uničili; ponovno so jo natisnili leta 1984. Kritično izdajo Zbranih pesmih v uredništvu Franceta Pibernika je pripravila leta 1991 Državna založba Slovenije.

### Pesniške zbirke
- V ognju groze plapolam, 1944, Ljubljana (COBISS),
- Muževna steblika, 1966 (COBISS),
- Pesmi, 1967, Družba sv. Mohorja v Celovcu
- Zbrano delo, 1976, Argentina (COBISS),
- Zbrane pesmi, 1991 (COBISS),
- Tihi glas piščali, 1991 (COBISS).